# Vestalin

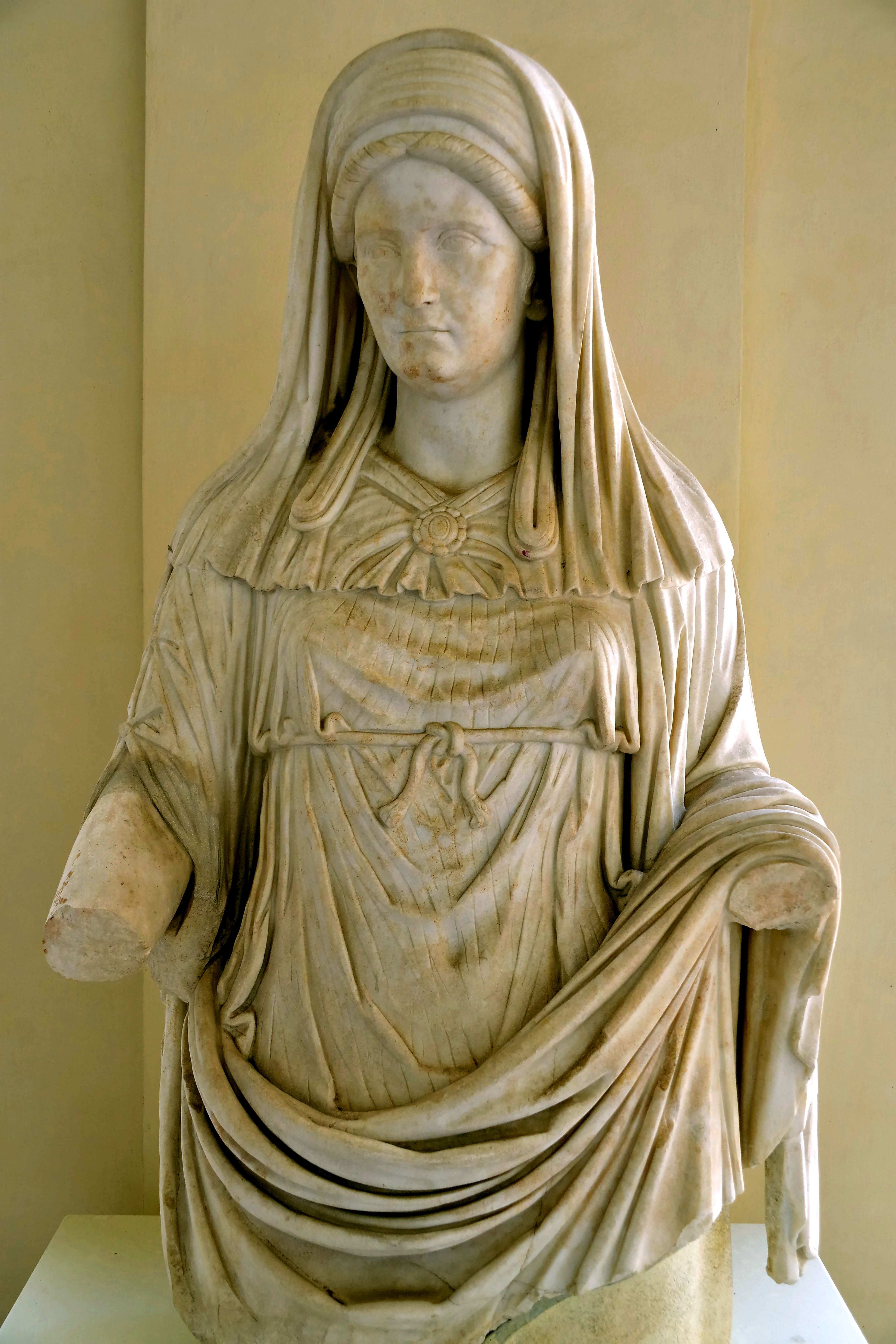
Porträtskulptur einer Obervestalin aus dem 2. Jahrhundert n. Chr.

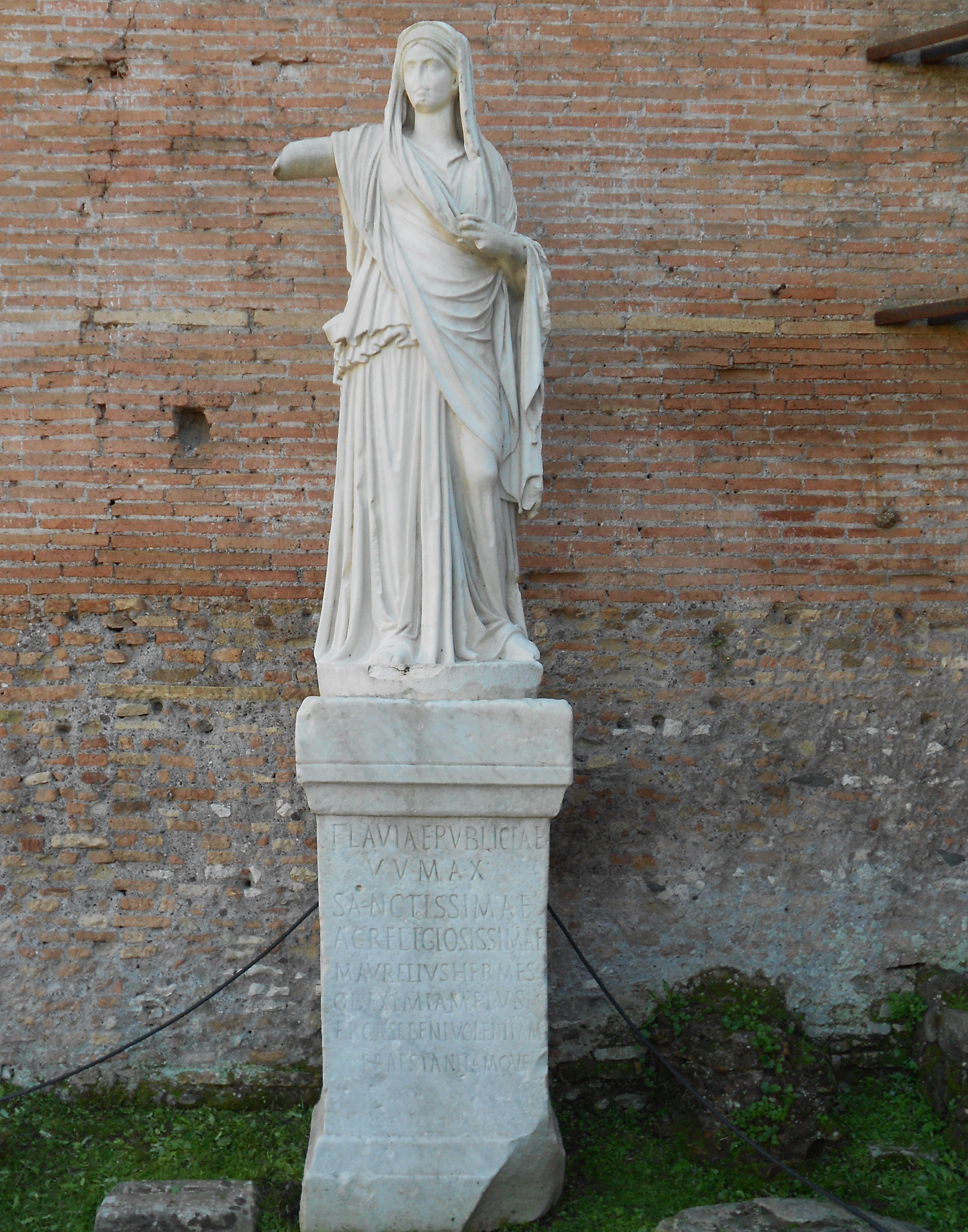
Statue einer römischen Vestalin innerhalb des Atriums des Hauses der Vestalinnen.

Als Vestalin (lat. virgo Vestalis „vestalische Jungfrau“; ursprünglicher amtlicher Titel: sacerdos Vestalis „vestalische Priesterin“) bezeichnet man eine römische Priesterin der Göttin Vesta.
Die Priesterschaft der Vestalinnen bestand aus sechs (in der Spätantike sieben) Priesterinnen, die im Alter von sechs bis zehn Jahren für eine mindestens dreißigjährige Dienstzeit berufen wurden. Ihre Hauptaufgabe war es, das Herdfeuer im Tempel der Vesta zu hüten, das niemals erlöschen durfte, und das Wasser aus der heiligen Quelle der Nymphe Egeria zu holen, das zur Reinigung des Tempels verwendet wurde. Daneben stellten sie die mola salsa (eine Mischung aus Salzwasser und Getreideschrot) sowie das suffimen (Asche ungeborener Kälber) her, die bei bestimmten Kulthandlungen benötigt wurden.
Im Bereich des Kultes unterstanden die Vestalinnen dem Kollegium der Pontifices und insbesondere dem Pontifex maximus als Disziplinarvorgesetztem. Ihr persönlicher sozialer Status entsprach in vielerlei Hinsicht dem eines römischen Mannes, doch verfügten sie darüber hinaus über zahlreiche Sonderrechte.
Während ihrer Dienstzeit waren die Vestalinnen zur Keuschheit verpflichtet. Der Verlust der Jungfräulichkeit einer Vestalin galt als unheilverkündendes Vorzeichen für das römische Gemeinwesen. Eine unkeusche Vestalin wurde aus der Priesterschaft entfernt und konnte lebendig begraben werden.

## Geschichte der Priesterschaft
Die Umstände, die zur Entstehung der Priesterschaft der Vestalinnen geführt hatten, waren schon in der Antike Gegenstand sagenhafter Spekulationen und konnten auch durch die neuzeitliche Geschichtswissenschaft nicht definitiv geklärt werden. Gelegentlich wurde in der Forschung angenommen, dass die Vestalinnen ursprünglich für Menschenopfer bereitgehaltene Jungfrauen waren oder dass sie in republikanischer Zeit die kultischen Pflichten übernahmen, die zuvor die Töchter des Königs ausgeübt hatten. Diese Hypothesen werden heute jedoch als unbegründete Spekulationen abgelehnt.
Der römischen Sage zufolge bestand der Vestakult bereits vor der Gründung Roms in Lavinium und wurde von dort nach Alba Longa und nach Rom übertragen. Jedenfalls existierte in Alba Longa eine Gemeinschaft von Vestalinnen schon zur Zeit der römischen Könige; sie ist noch im späten 4. Jahrhundert n. Chr. bezeugt. In Tibur sind Vestalinnen erst kaiserzeitlich durch Inschriften belegt. Da keine Parallelen außerhalb der Region Latium bekannt sind, wird davon ausgegangen, dass die Priesterschaft der Vestalinnen dort entstanden ist und keine fremden Vorbilder hatte.

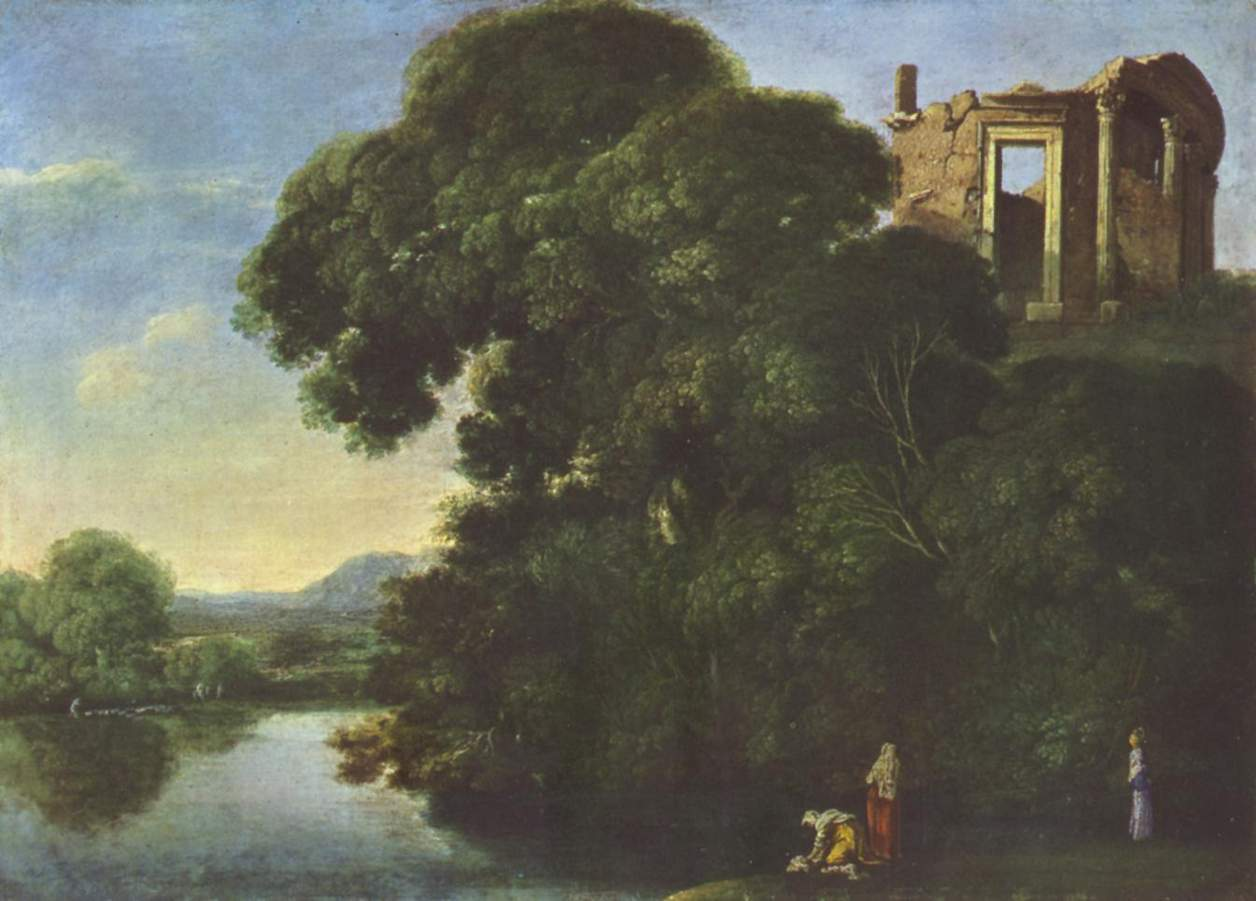
Landschaft mit dem Vestatempel in Tivoli
Adam Elsheimer, Öl auf Holz, um 1600

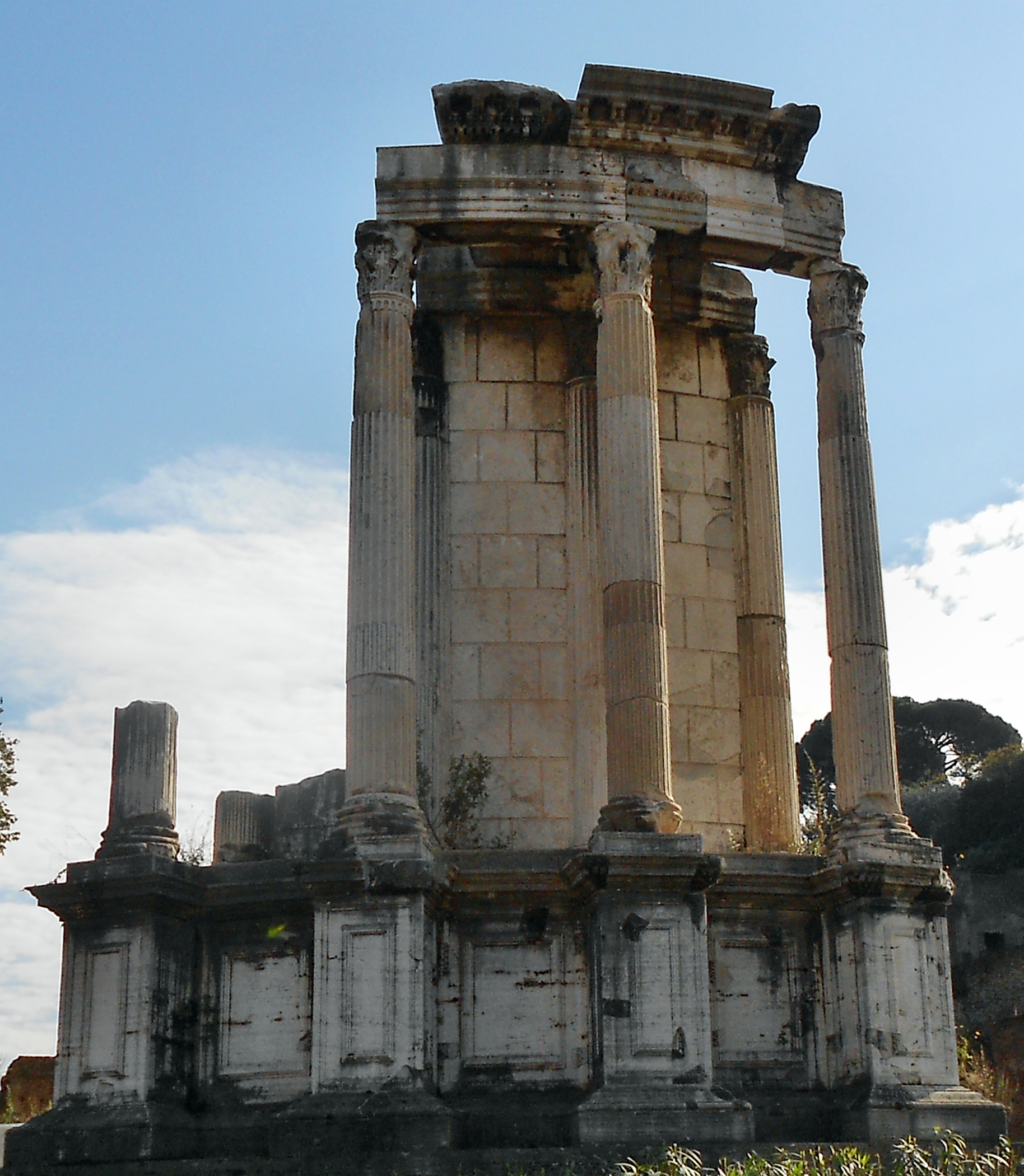
Frontansicht auf die Ruine des Tempels der Vesta

Die Kultaufgaben der Vestalinnen waren der Sage nach von König Numa Pompilius festgelegt worden. Der fünfte König Tarquinius Priscus soll später die Disziplinargewalt des Pontifex maximus eingeführt haben, während die Festlegung der Anzahl von sechs Priesterinnen seinem Nachfolger Servius Tullius zugeschrieben wurde; vorher sollen es vier gewesen sein. Die Angaben der Quellen weichen teilweise voneinander ab und werden in der Forschung strittig diskutiert, müssen aber nicht in ihrer Gesamtheit als unglaubwürdig betrachtet werden; jedenfalls geht die Einrichtung tatsächlich auf die Königszeit zurück.
Die Gemeinschaftsorganisation der Priesterschaft und die kultischen Aufgaben der Vestalinnen blieben von der Zeit der ersten zuverlässigen Belege im 3. Jahrhundert v. Chr. bis in die Spätantike weitgehend unverändert. Für die Spätantike ist eine Erhöhung der Anzahl der Vestalinnen auf sieben zuverlässig bezeugt.
Zwar erhielten die Vestalinnen noch im Jahre 370 n. Chr. eine kaiserliche Bestätigung ihrer Sonderrechte, doch lassen sich in der zweiten Hälfte des 4. Jahrhunderts n. Chr. Auflösungstendenzen feststellen. In einem Fall ist bezeugt, dass eine Vestalin zum Christentum konvertierte. Im Zuge seiner Bestrebungen, das Christentum zur alleinigen Religion des Römischen Reiches zu machen, löste Kaiser Theodosius I. im Jahre 391 n. Chr. die Priesterschaft offiziell auf. Die letzte Virgo Vestalis maxima war Coelia Concordia, die im Jahr 394 von ihrem Amt zurück- und zum Christentum übertrat.

## Eignungskriterien, Berufung und sozialer Status der Vestalinnen

### Eignungskriterien
Beim Tod oder beim Ausscheiden einer Vestalin aus der Priesterschaft wurde durch den Pontifex maximus eine Nachfolgerin berufen. Details dazu gehen hauptsächlich auf die Darstellung bei Aulus Gellius aus dem 2. nachchristlichen Jahrhundert zurück, der aus mittlerweile verlorenen Schriften der Juristen Marcus Antistius Labeo († ca. 10 n. Chr.) und Gaius Ateius Capito († 22 n. Chr.) zitiert:
- Das Mädchen durfte nicht jünger als sechs und nicht älter als zehn Jahre alt sein.
- Sie durfte keinen Sprachfehler und keine körperliche Behinderung haben.
- Beide Elternteile mussten noch leben.
- Weder sie selbst noch ihr Vater durften freigelassene Sklaven, d. h. emanzipiert worden sein, selbst wenn sie dann in der Gewalt ihres Großvaters verbliebe.[3]
- Kein Elternteil durfte Sklave gewesen sein oder seinen Lebensunterhalt mit negotia sordida („schmutzigen Geschäften“, d. h. mit Handwerk oder Kleinhandel) verdienen.

Gellius führt allerdings auch Entschuldigungsgründe an, ein Mädchen der Berufung zur Vestalin zu entziehen:
- Eine Schwester ist bereits Vestalin.
- Der Vater hat bereits eine kultische Funktion in Rom.
- Der Vater hat seinen Wohnsitz außerhalb Italiens.
- Der Vater hat drei Kinder.

### Berufung der Vestalin
Über das Berufungsverfahren selbst ist wenig bekannt. Gellius gibt an, zu diesem Thema lediglich ein älteres Gesetz unbestimmten Datums gefunden zu haben, das hierüber Auskunft gibt. Demnach wählte der Pontifex maximus zunächst aus dem Volk 20 geeignete Kandidatinnen aus, aus denen die neue Vestalin durch Losverfahren ermittelt wurde.
Zu Gellius’ Lebzeiten wurde dieses Verfahren jedoch nicht mehr angewendet, sondern es war nun üblich, dass Angehörige der Oberschicht dem Pontifex maximus von sich aus ihre Töchter für das Priesteramt anboten. Allerdings gab es in der Kaiserzeit häufig Schwierigkeiten, eine vakante Vestalinnenstelle neu zu besetzen, da sich nur wenige Familien bereit erklärten, eine Tochter für dieses Amt herzugeben.
Die Berufung führte der Pontifex maximus durch, indem er der Kandidatin die Hand auflegte, sie durch die Berufungsformel in den Dienst aufnahm und sie ins Atrium Vestae, den Wohn- und Dienstsitz der Vestalinnen, wegführte. Gellius überliefert folgende Berufungsformel:
Dich, Amata, ergreife ich als vestalische Priesterin, die die heiligen Handlungen ausführen soll, wie sie die Vestalin nach Recht und Gesetz zum Wohle des römischen Volkes und der Quiriten auszuführen hat (Sacerdotem Vestalem, quae sacra faciat, quae ius sciet sacerdotem Vestalem facere pro populo Romano Quiritibus, uti quae optima lege fuit, ita te, amata capio).

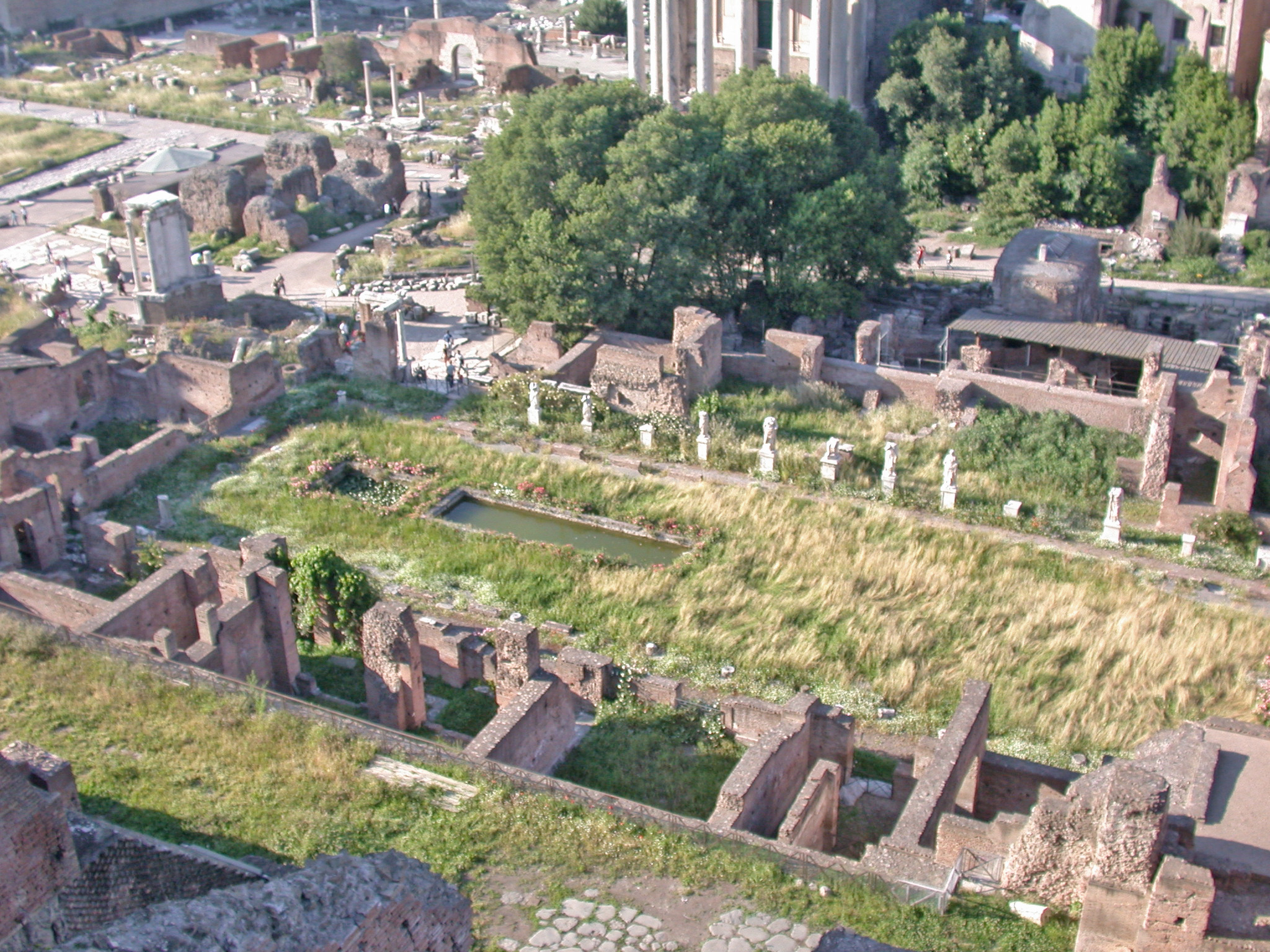
Die Überreste des Atrium Vestae (vom Palatin aus gesehen)

Die Bezeichnung der eigentlichen Berufung durch den Begriff capere, „ergreifen“, „festnehmen“ bzw. „jemanden als Kriegsgefangenen festnehmen“ sowie die Ansprache der Vestalin als amata wurden bereits in der Antike diskutiert, da ihr Sinn nicht mehr unmittelbar einleuchtete.
Nach Gellius sprach man von capere, weil die Vestalin von ihrem Vater wie eine Kriegsgefangene weggeführt wurde. Allerdings wurde dieser Begriff auch bei der Berufung der Pontifices, Auguren und des Flamen Dialis verwendet, bei denen keine Analogien zu einer Gefangennahme erkennbar sind. Möglicherweise hatte capere in diesem Zusammenhang ursprünglich die Bedeutung „jemanden zu einem Amt bestimmen, ohne dass er sich diesem Beschluss widersetzen kann“. Diese Frage konnte bisher nicht plausibel geklärt werden.
Ebenfalls unklar ist der Kultname Amata, mit dem die Kandidatin angesprochen wird. Gellius begründet dies damit, dass dies der Name der ersten Vestalin gewesen sei, gibt aber dafür keinen Beleg an. Tatsächlich steht dies im Widerspruch zu anderen Überlieferungen, da etwa Plutarch die Namen der ersten Vestalinnen mit Getania und Verenia angibt. Einige Forscher vermuteten einen Zusammenhang zu Amata, der Mutter Lavinias, andere dachten an Ableitung von der Grundbedeutung von lat. amata als „Geliebte“ (in diesem Fall: Geliebte der Götter) oder an griechisch ádmetos oder adámatos („jungfräulich“).
Der Name Amata wurde nur in der Berufungsformel angewendet und spielte offenbar im Kult keine Rolle.

### Sozialer Status der Vestalin
Durch die Berufung zur Vestalin schied das Mädchen aus der Patria potestas ihres Vaters oder Großvaters aus und erhielt die volle rechtliche Selbständigkeit. Die in der älteren Forschung gelegentlich geäußerte Annahme, dass sie unter der Patria potestas des Pontifex maximus als eines symbolischen Vaters oder Ehemanns stand, hat sich als irrig erwiesen.
Damit besaß die Vestalin uneingeschränkte Verfügungsgewalt über ihr Vermögen, hatte also einen außerordentlichen Status, da andere Frauen bis wenigstens in die frühe Kaiserzeit hinein stets die Zustimmung eines männlichen Tutors benötigten, um rechtsgültige Geschäfte abschließen zu können.
Mit dem Ausscheiden aus dem Familienverband hatte die Vestalin in juristischer Hinsicht keine Verwandten mehr. Nach Antistius Labeo schied sie daher aus der natürlichen Erbfolge aus und konnte Besitz nur aufgrund testamentarischer Willenserklärung erben oder vererben. Damit fiel ihr Besitz, falls sie kein Testament hinterließ, nach ihrem Tod an die öffentliche Hand. Die Rechtsgrundlage dieser Verhältnisse war jedoch bereits zu Labeos Zeiten nicht sicher.

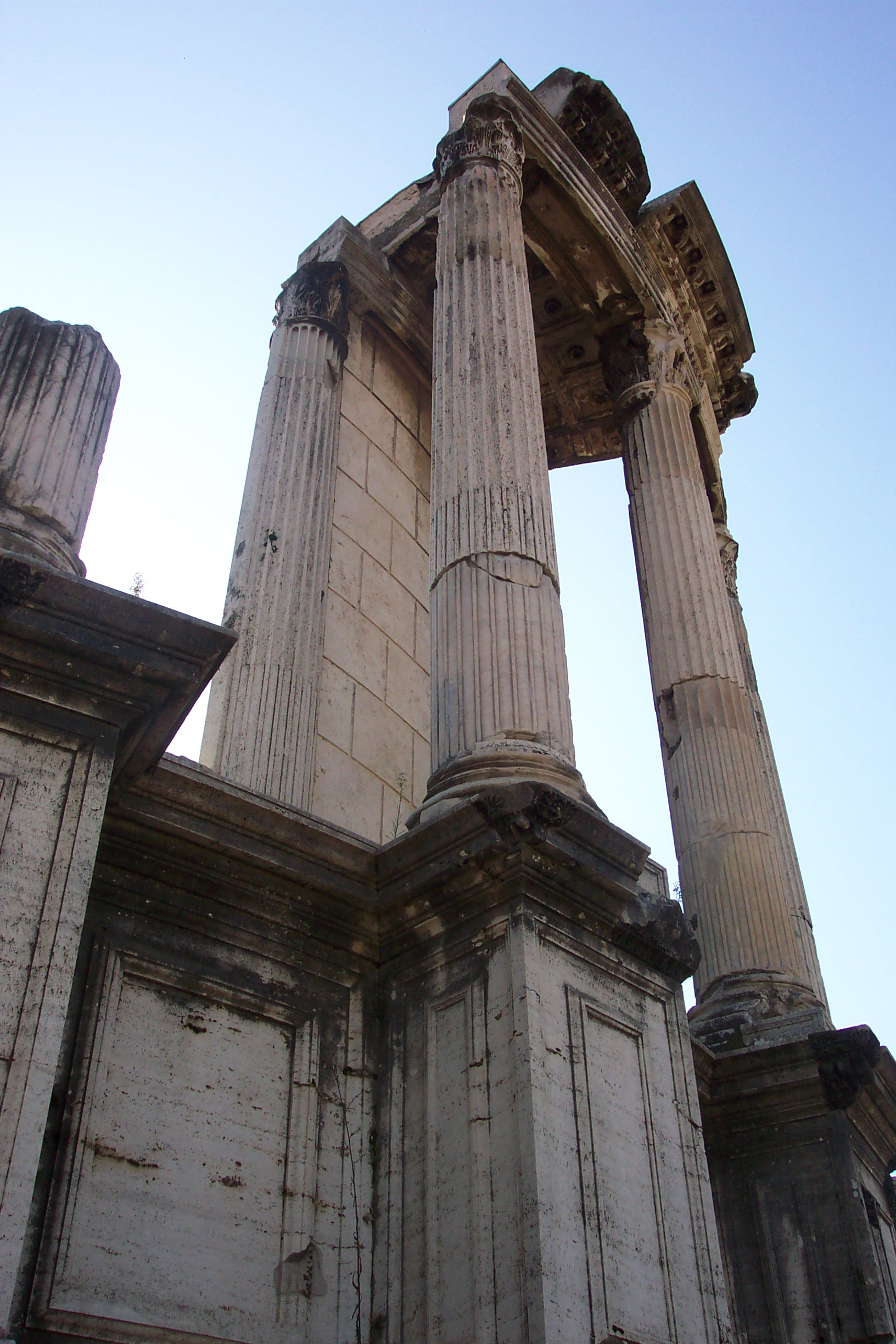
Überreste des Tempels der Vesta

In der Forschung wird gelegentlich angenommen, dass die Vestalin deshalb keinem Familienverband angehörte, weil sie als symbolische beziehungsweise ideelle Verwandte der gesamten römischen Bürgerschaft angesehen wurde und somit keine familiären Beziehungen zu bestimmten Einzelpersonen haben konnte. In diesem Sinne könnte die Versorgung des Feuers im Tempel der Vesta eine Analogie zum Hüten des Herdfeuers in einem Privathaus darstellen, so dass man die Vestalinnen gleichsam als die symbolischen Matres familiae des römischen Volkes beziehungsweise des römischen Staates ansehen könnte. Diese Vermutung könnte auch durch die Aussage Plinius’ des Jüngeren gestützt werden, der angab, dass kranke Vestalinnen weder von ihren Kolleginnen noch von Verwandten gepflegt wurden, sondern der Obhut einer vom Pontifex maximus ausgewählten Frau anvertraut wurden.
Solche Hypothesen sind freilich spekulativ, da einerseits die wahre Bedeutung des Feuers im Tempel der Vesta unbekannt ist, andererseits aber auch die von Plinius erwähnte Vestalin Iunia ausgerechnet von ihrer Schwägerin Fannia gepflegt wurde.
Ungeachtet ihrer rechtlichen Stellung konnten Vestalinnen dieselben familiären Bindungen wie andere Römer pflegen. Daher wurde etwa das Verhalten der Vestalin Claudia, die im Jahre 143 v. Chr. ihren Vater durch ihren sakralen Status vor den Übergriffen eines Volkstribunen schützte, als Vorbild für die Pflichterfüllung einer Tochter an ihren Eltern angesehen. Ebenso war für die zeitgenössischen Römer die Argumentation Ciceros offenbar einleuchtend, der in seiner Verteidigungsrede für Fonteius (69 v. Chr.) die Richter bat, den Angeklagten um seiner Schwester willen milde zu behandeln, da sie bei seiner Verurteilung als ehe- und kinderlose Vestalin ansonsten völlig alleine sei. Ferner setzte sich die Vestalin Iunia Torquata für bessere Bedingungen für ihren in die Verbannung geschickten Bruder ein. Zudem wurden Ehreninschriften für prominente Vestalinnen gefunden, auf denen der Name des Vaters (die sogenannte Filiation) angegeben war, der offiziell zur vollständigen Namensbezeichnung einer römischen Bürgerin gehörte.
Der Großteil der Vestalinnen entstammte offensichtlich der senatorischen Oberschicht, wie an den überlieferten Namen zu erkennen ist, die auf Zugehörigkeit zu Familien der Nobilität hinweisen (zum Beispiel Aemilia, Claudia, Cornelia, Licinia). Ebenso spricht für diese Annahme, dass Vestalinnen oft über ein großes Vermögen verfügten. Auch der politische Einfluss, den manche Vestalinnen ausübten (zum Beispiel Licinia, die 63 v. Chr. ihren Verwandten Murena im Wahlkampf unterstützte), setzt die Zugehörigkeit zu einer gehobenen Gesellschaftsschicht voraus.

## Erscheinungsbild und Privilegien

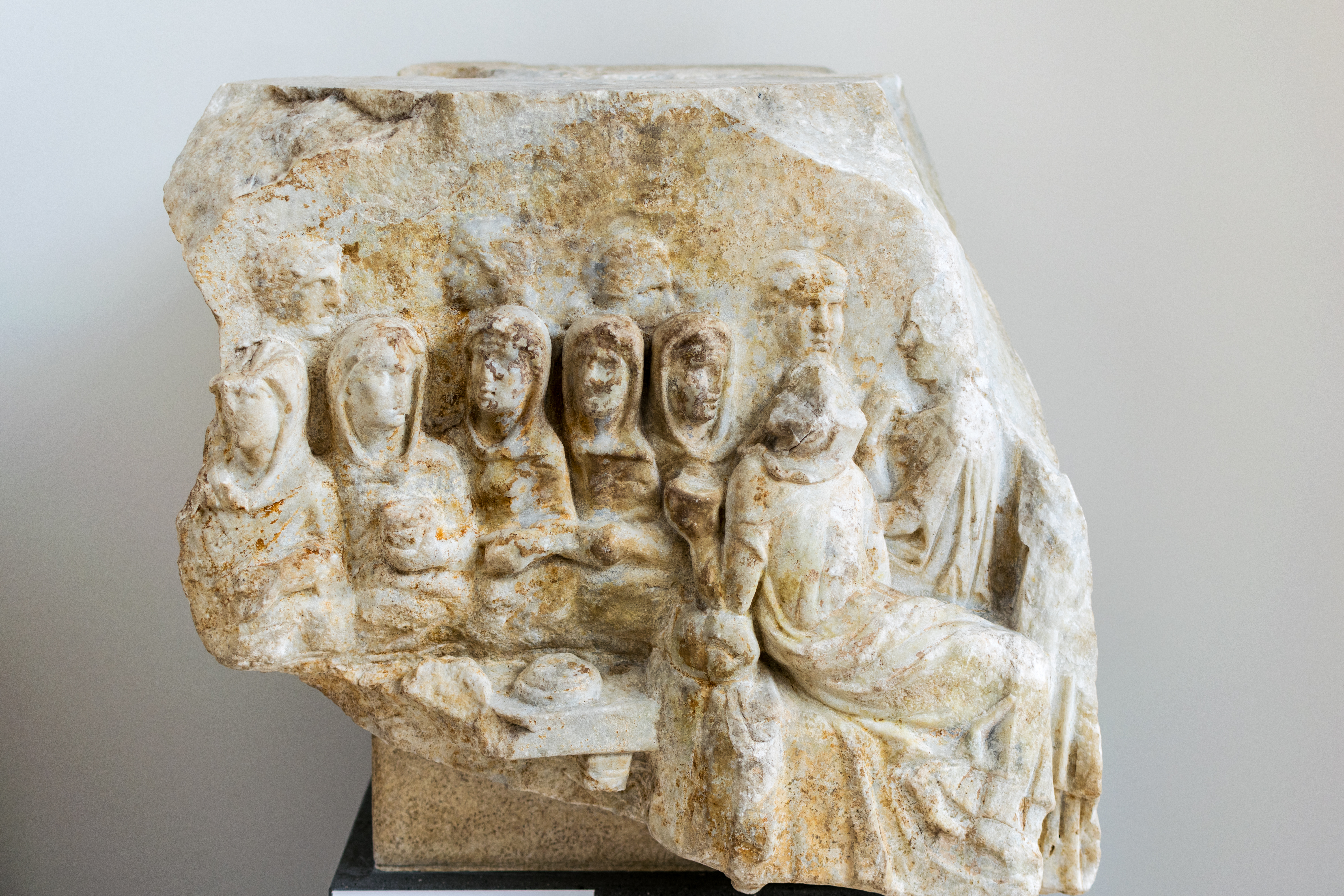
Fragment aus Marmor, das Vestalinnen bei einem Bankett darstellt. Ausgestellt im Ara Pacis Museum in Rom

Über eine mögliche Amtstracht der Vestalinnen lassen sich nur Spekulationen anstellen. Lediglich eine einzige Quelle erwähnt eine besondere Frisur mit sechs Zöpfen, die auch von der Braut zur Hochzeit getragen wurde und anscheinend im Zusammenhang mit der Jungfräulichkeit steht. Genaue Aussagen lassen sich daraus jedoch nicht ableiten, da der Text nur sehr lückenhaft überliefert und daher kaum verständlich ist.
Noch weniger ist über die Kleidung der Vestalinnen bekannt. Plinius der Jüngere erwähnt zwar die Stola einer Vestalin, beschreibt aber nicht deren Aussehen. Daher ist die Annahme, die Vestalinnen hätten die gleiche Stola getragen wie eine verheiratete Frau, bisher nicht belegt. Die Deutung der auf Bildwerken dargestellten Kleidung einzelner Vestalinnen ist in der Forschung umstritten.
In der Öffentlichkeit wurde eine Vestalin stets von einem Liktor begleitet, der ansonsten nur Magistraten mit Imperium und dem Flamen Dialis zustand.
Darüber hinaus hatten die Vestalinnen das Recht, im Zirkus und im Theater auf den für die Senatoren reservierten Ehrenplätzen zu sitzen. Sie durften zu Opferhandlungen in der Stadt mit dem Wagen fahren, was ansonsten nur zeitweise den verheirateten Frauen erlaubt war. Unter Augustus erhielten sie das ius trium liberorum („Dreikindrecht“), das ihnen besondere Vorrechte einräumte.
Anders als gelegentlich in der Literatur erwähnt, hatten die Vestalinnen jedoch nicht das Recht, zum Tode Verurteilte zu begnadigen. Allerdings wurde Gefangenen, die auf dem Weg zur Hinrichtung zufällig einer Vestalin begegneten, die Vollstreckung erlassen, sofern die Priesterin eidlich versicherte, dass sie diese Begegnung nicht absichtlich herbeigeführt hatte. Die Hintergründe dieser Verhältnisse sind ebenso unklar wie der von Plutarch im gleichen Zusammenhang erwähnte Glaube, dass jeder, der unter der Sänfte einer Vestalin hindurchgehe, sterben müsse.

## Organisation und Dienst

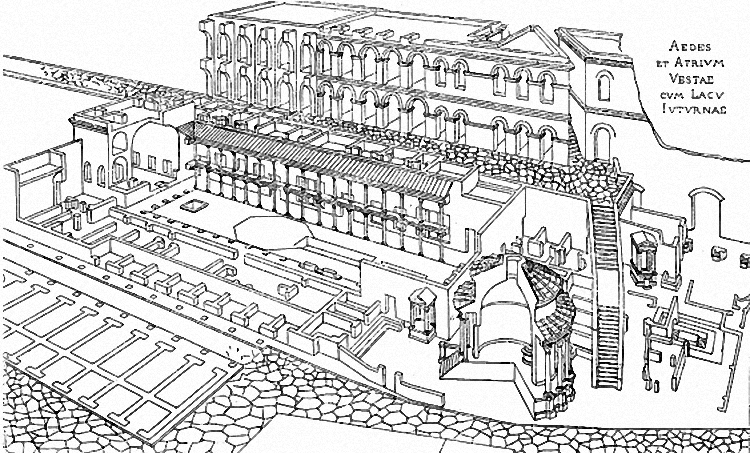
Rekonstruktion des Atrium Vestae von Christian Hülsen (1905)

Die Gemeinschaft der Vestalinnen lebte im sogenannten Atrium Vestae („Haus“ bzw. „Halle der Vesta“), einem Gebäude in der Nachbarschaft des Tempels der Vesta.
Über die innere Organisation der Priesterschaft ist fast nichts bekannt. Es ist umstritten, ob die Vestalinnen lediglich gemeinsam tätige Einzelpriesterinnen waren oder ob sie, wie etwa die Pontifices und die Auguren, ein Kollegium bildeten. Eine besondere Ehrenstellung hatte die Virgo Vestalis maxima, die (dienst-)älteste vestalische Jungfrau, doch ist nicht bekannt, ob sie auch eine Vorrangstellung im Sinne einer Vorsitzenden besaß. Ebenso unbekannt ist, ob sich die Disziplinargewalt des Pontifex maximus, die dieser in kultischen Fragen ausübte, auch auf die Organisation des Gemeinschaftslebens und das Privatleben der einzelnen Priesterinnen erstreckte.
Nach Plutarch verbrachten sie die ersten zehn Jahre ihrer Dienstzeit als Schülerin, weitere zehn Jahre verrichteten sie als Priesterinnen ihren Dienst und die letzten zehn Jahre fungierten sie als Lehrerinnen der jungen Vestalinnen. Wie diese schematische Karriere in der Praxis ablief, ist jedoch unbekannt.
Nach Ablauf ihrer dreißigjährigen Dienstpflicht durfte die Vestalin ihren Dienst beenden, heiraten und ein normales bürgerliches Leben führen. Allerdings sollen nur wenige Vestalinnen diese Option genutzt haben. Die wenigen, die es taten, seien nicht glücklich mit diesem Entschluss geworden, da sie die Umstellung auf eine vollkommen andere Lebensform nicht ertrugen. Es gibt keinen sicheren Beleg für die erfolgreiche Rückkehr einer ehemaligen Vestalin ins bürgerliche Leben.

## Pflichten und Aufgaben der Vestalinnen

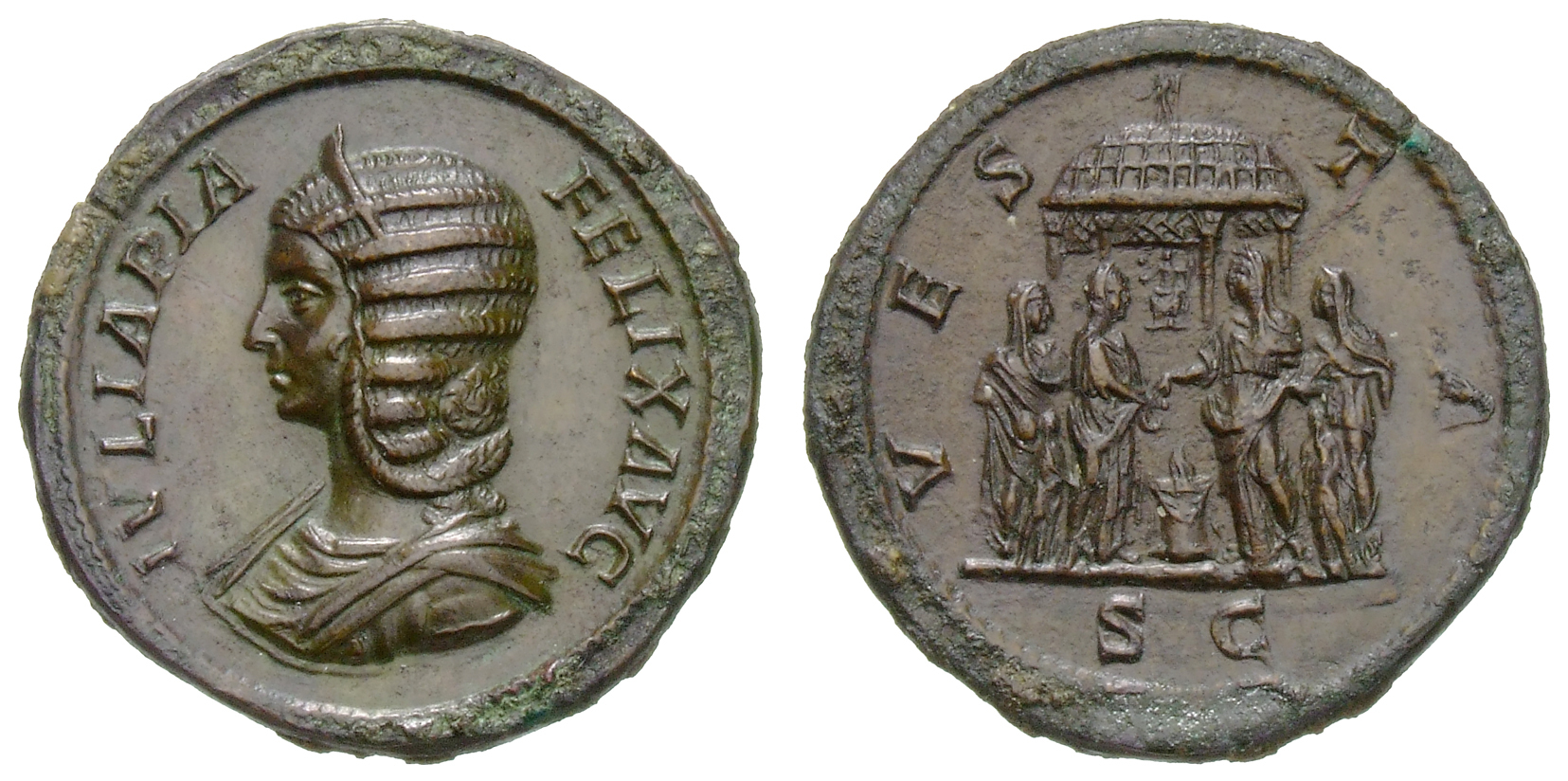
Bronzemünze (Sesterz) der Kaiserin Julia Domna aus der Regierungszeit ihres Sohnes Caracalla (211–217), auf der Rückseite dargestellt sind vier Vestalinnen, die in Begleitung zweier Kinder vor dem Tempel der Vesta opfern

Als Hauptaufgabe und Grund für die Einrichtung der Priesterschaft nennen die antiken Quellen das Hüten des Herdfeuers der Vesta im Vesta-Tempel, das niemals ausgehen durfte und nur am 1. März, dem alten Jahresanfang, rituell gelöscht und neu entfacht wurde. In historischer Zeit wurde dieses Feuer als Symbol politischer Stabilität verstanden, so dass sein Verlöschen als unheilvolles Vorzeichen beziehungsweise als Ursache kommenden Unheils empfunden wurde. Die diensthabende Vestalin, die für das Verlöschen verantwortlich war, konnte vom Pontifex maximus persönlich ausgepeitscht werden.
Da Feuer als Symbol der Reinheit galt, hielten einige antike Autoren Jungfrauen aufgrund ihrer sexuellen Reinheit für besonders geeignet, das Herdfeuer der Vesta zu betreuen, doch lässt sich nicht mehr erkennen, ob diese Vorstellung die Grundlage für die Einrichtung des Priesterkollegiums darstellte oder ob es sich um einen Erklärungsversuch aus späterer Zeit handelte. Verfehlt ist die Ansicht, dass das Verlöschen des Feuers als Zeichen für den Verlust der Jungfräulichkeit einer Vestalin angesehen wurde, da beide Ereignisse in keiner antiken Quelle miteinander in Beziehung gesetzt werden.

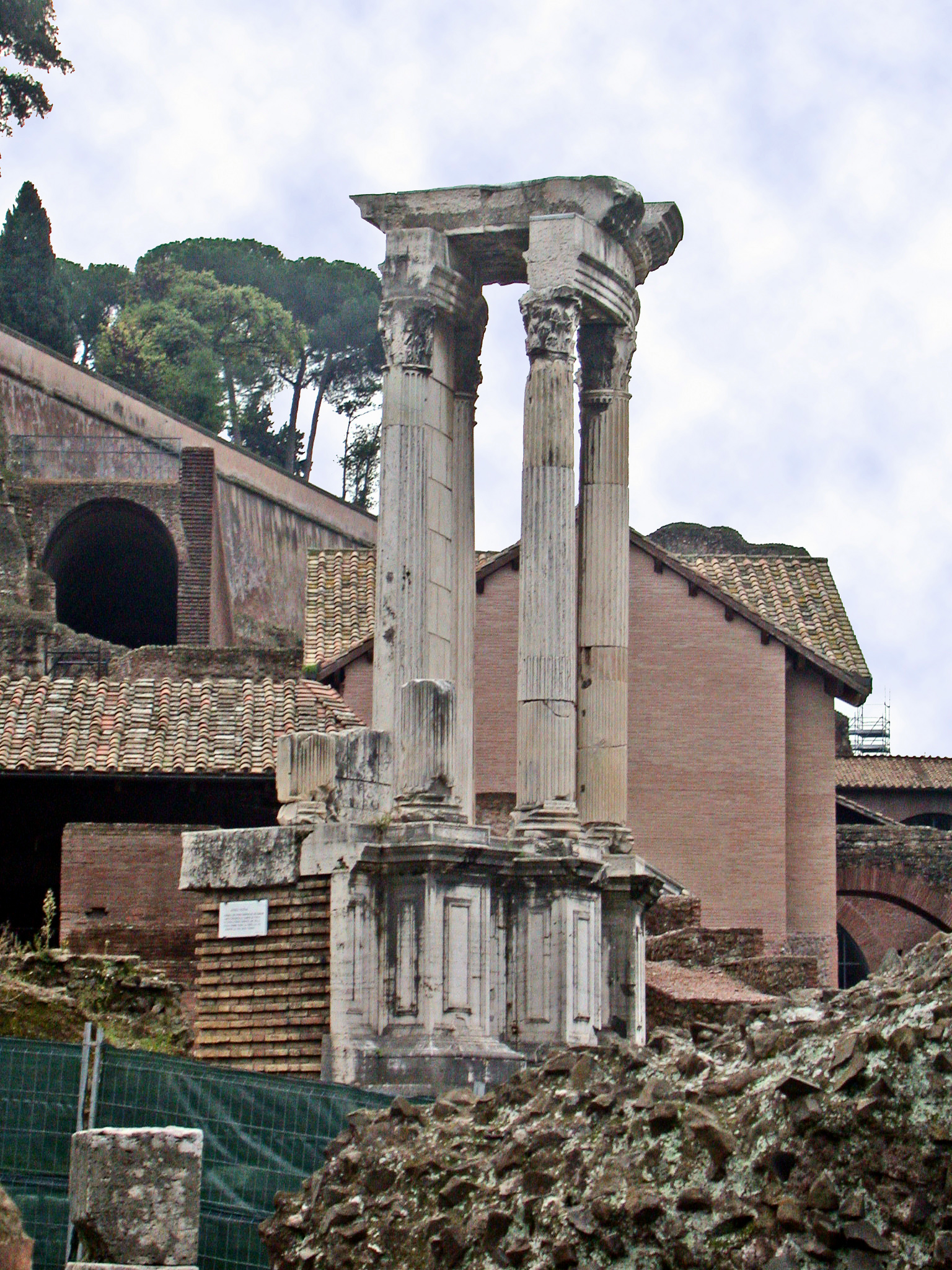
Ruinen des Tempels der Vesta

Zur Reinigung des Tempels der Vesta holten die Vestalinnen täglich Wasser von der Quelle der Egeria, was von den antiken Autoren neben dem Hüten des Feuers als eine der Hauptaufgaben der Priesterinnen angesehen wurde. Die Quelle lag außerhalb der Stadtmauern im Hain der Camenae und galt als heiliger Ort, da sich dort König Numa Pompilius, der sagenhafte Stifter des Vestalinnenkollegiums, mit der Quellnymphe Egeria getroffen und von ihr Ratschläge eingeholt haben soll. Darüber hinaus war dort zu seiner Regierungszeit das Ancile vom Himmel geschwebt, ein heiliger Schild, der als Garant politischer Stabilität und Unversehrtheit des römischen Gemeinwesens galt.
Ob zwischen diesen mythischen Ereignissen und dem Wasserholen der Vestalinnen ein Zusammenhang besteht, ist umstritten. Reine Spekulation ist die gelegentlich in der Forschungsliteratur geäußerte Annahme, diese Tätigkeit als Analogie zum Wasserholen römischer Frauen an einem Brunnen oder Wasserverteiler anzusehen und die Vestalinnen dadurch gleichsam als symbolische Matres familiae des gesamten römischen Staates beziehungsweise Volkes anzusehen. Eher denkbar wäre, dass sie lediglich an einer Tradition festhielten, die zu einer Zeit entstanden war, als es noch keine geregelte Wasserversorgung in der Stadt selbst gab. Möglicherweise messen die antiken Autoren dem Wasserholen auch lediglich deshalb so große Bedeutung bei, da das Wasser als das Gegenelement des im Vesta-Kult zentralen Feuers angesehen wurde.
Neben diesen Aufgaben stellten die Vestalinnen auch Materialien für Kult- und Opferhandlungen her. Dies ist einerseits die mola salsa, eine Mischung aus Salzwasser und Getreideschrot, die bei allen römischen Opfern verwendet wurde. Andererseits fertigte die Virgo Vestalis maxima, die (dienst-)älteste Vestalin, bei den Fordicidien, einem Opfer trächtiger Kühe zu Ehren der Göttin Tellus, das suffimen an. Das ist die dabei gewonnene Asche ungeborener Kälber, die bei den Parilia, einem Fest zur Gründung Roms, ins Opferfeuer gestreut wurde.

## Die Jungfräulichkeit der Vestalinnen
Die Jungfräulichkeit der Vestalinnen ist ein in der gesamten antiken Mittelmeerwelt singuläres Phänomen, das nicht anhand bekannter römischer kultureller Vorstellungen zu erklären ist, da die Römer keine besondere Wertschätzung des ehelosen Standes oder der sexuellen Askese kannten. Die Vestalinnen lassen sich daher weder als Analogien zu den geweihten Jungfrauen erklären, noch können sie als deren paganes Vorbild angesehen werden. Vielmehr haben die Kirchenväter vom 3. bis zum 5. Jahrhundert ein negatives Bild der Vestalinnen gezeichnet. Ein Grund dafür war, dass die Vestalinnen ein jungfräuliches Leben auf Zeit versprachen.
Antike Begründungen für die Keuschheit sind zumeist rein spekulativ und versuchen, das Phänomen sekundär zu erklären. So sieht Livius den Grund darin, dass sie als Jungfrauen besonders „verehrungswürdig und unantastbar“ seien. Plutarch referiert Annahmen, dass zur Bewahrung des als Symbol der Reinheit verstandenen Feuers Jungfrauen aufgrund ihrer sexuellen Reinheit besonders geeignet seien, doch lassen sich entsprechende Ansichten nicht für die zu vermutende Entstehungszeit der Priesterschaft nachweisen. Möglicherweise standen ursprünglich rein praktische Erwägungen im Vordergrund, wie Plutarch ebenfalls erwägt, indem er auf vergleichbare heilige Feuer in Griechenland verweist. Diese wurden von Frauen betreut, die das fruchtbare Alter überschritten hatten und daher nicht mehr durch die Lasten der Schwangerschaft und Kindererziehung in ihrem Dienst beeinträchtigt wurden. Ähnliche Gründe könnten der Jungfräulichkeit der Vestalinnen zugrunde gelegen haben, aber in historischer Zeit in Vergessenheit geraten sein, so dass die nun nicht mehr verstandene Jungfräulichkeit Raum für allerlei spekulative Deutungen bot.
Der Volksglaube schrieb den Vestalinnen Wundertaten zu. So sollen sie in der Lage gewesen sein, einen entflohenen Sklaven zum Stehen zu bringen, sofern er die Stadt Rom noch nicht verlassen hatte. Darin drückt sich die Vorstellung einer örtlichen Begrenzung des Machtbereichs der Gottheit und des Aufgabenbereichs der Vestalinnen aus. Die der Unkeuschheit verdächtigten Vestalinnen Aemilia und Tuccia konnten ihre Unschuld angeblich dadurch beweisen, dass sie Wasser mit einem Sieb aus dem Tiber schöpften und zur Stadt trugen, ohne dabei einen Tropfen zu verschütten.

### Der Verlust der Jungfräulichkeit
Der Verlust der Jungfräulichkeit einer Vestalin galt als unheilvolles Ereignis, durch das das Wohl des Gemeinwesens in große Gefahr gebracht wurde. Dies geht besonders deutlich aus den Worten der im Jahre 91 n. Chr. von Kaiser Domitian vermutlich zu Unrecht wegen Unkeuschheit verurteilten Vestalin Cornelia hervor:
Mich hält der Kaiser für unkeusch, obwohl er während meiner Amtszeit als Priesterin Siege errungen und Triumphe gefeiert hat! (Me Caesar incestam putat, qua sacra faciente vicit triumphavit)
Cornelia verknüpft damit ihre Pflichttreue mit dem militärischen Erfolg der Römer.
Die Unkeuschheit (incestus) einer oder mehrerer Vestalinnen wurde zumeist in Not- und Krisenzeiten festgestellt. So wurden nach der verheerenden Niederlage bei Cannae im Jahre 216 v. Chr. Opimia und Floronia wegen dieses Vergehens verurteilt; Aemilia wurde 114 v. Chr., Licinia und Marcia wurden nach einem zweiten Prozess 113 v. Chr. hingerichtet.
Das Bekanntwerden der Unkeuschheit erinnert daher an die Wahrnehmung von Prodigien (unheilvollen Wunderzeichen), die sich meist in Form abnormer Naturereignisse (zum Beispiel Steinregen, Missgeburten, mysteriöse Himmelserscheinungen) äußerten, die in guten Zeiten nur selten beachtet wurden. Dies legt die Vermutung nahe, dass man auch die Vergehen der Vestalinnen lediglich dann als solche wahrnahm, wenn man aufgrund starker emotionaler Anspannung und allgemeiner Panik besonders ängstlich auf unheilvolle Zeichen achtete. Auffällig ist dabei, dass oft mehrere Vestalinnen des Crimen incesti überführt wurden, obwohl jeweils eine einzige genügt hätte, um das Gemeinwesen in Gefahr zu bringen. Dagegen wurden in guten Zeiten verdächtigte Vestalinnen fast immer freigesprochen.
Darüber hinaus sind viele Anklagen gegen Vestalinnen womöglich politisch motiviert gewesen:
- Die Anklage gegen die Vestalin Postumia im Jahre 420 v. Chr. steht anscheinend im Zusammenhang politischer Angriffe auf prominente Verwandte und diente womöglich dem Zweck, den Einfluss ihrer gesamten Familie zu schwächen.
- Der Verdacht gegen die politisch einflussreiche Licinia im Jahre 73 v. Chr. sollte entweder ihren eigenen politischen Einfluss brechen oder galt womöglich indirekt dem Marcus Licinius Crassus, mit dem sie in engen geschäftlichen und politischen Beziehungen stand und dem man ein sexuelles Verhältnis mit ihr nachsagte.
- Die Hinrichtung der Cornelia im Jahre 91 n. Chr. erfolgte anscheinend im Zusammenhang einer restaurativen Kultur- und Religionspolitik des Kaisers Domitian, der mit einem Akt der Härte seinen Willen zur Durchsetzung dieser Politik demonstrieren wollte.

Häufig gerieten einzelne Vestalinnen allein aufgrund allzu freizügiger Kleidung oder einer besonders anzüglichen Art zu sprechen in den Verdacht der Unkeuschheit. Da solche Fälle aber meist mit einem Freispruch endeten, liegt die Annahme nahe, dass auch hier lediglich nach einem Vorwand gesucht wurde, um die Priesterin in Verruf zu bringen.
Jeder Bewohner Roms, auch Frauen, Freigelassene und Sklaven, konnte eine unkeusche Vestalin anzeigen. Anschließend erfolgte ein Untersuchungsverfahren, das von den Pontifices gemeinsam durchgeführt und vom Pontifex maximus geleitet wurde. Im Falle eines Schuldspruchs wurde die Hinrichtung angesetzt. Der Liebhaber der überführten Vestalin wurde  öffentlich zu Tode gepeitscht und erlitt damit eine der nach römischen Vorstellungen entehrendsten Todesarten.
Offen bleibt die Frage, wie mit Vestalinnen verfahren wurde, die Opfer einer Vergewaltigung geworden waren. Die Kaiser Nero und Caracalla wurden von gegnerischen Geschichtsschreibern beschuldigt, Vestalinnen vergewaltigt zu haben.

#### Elagabal
Ein aus römischer Sicht ungeheuerlicher Vorgang war die Heirat des aus Syrien stammenden, damals sechzehnjährigen Kaisers Elagabal mit der wohl ebenfalls jugendlichen Vestalin Aquilia Severa im Jahre 220. Dieser Kaiser missachtete damit nach traditionellem römischen Religionsverständnis auf schändliche Weise seine Amtspflicht als Pontifex maximus und machte sich eines todeswürdigen Verbrechens schuldig. Nach seinem eigenen Verständnis hingegen war diese „Priesterhochzeit“ ein religiöser Akt, von dem er sich gottähnliche Nachkommenschaft erhoffte.

#### Letzte Anzeige wegen Unkeuschheit
Im späten 4. Jahrhundert kam es noch einmal zu einer Anzeige wegen Unkeuschheit, welche eine Vestalin in Alba Longa namens Primigenia betraf. Das Priesterkollegium, dem damals der berühmte Politiker und Redner Quintus Aurelius Symmachus angehörte, führte die Untersuchung durch und stellte die Schuld fest. Damals war das Kollegium aber bereits führungslos, da der christliche Kaiser das Amt des Pontifex maximus nicht mehr ausübte, und war nicht mehr befugt, ein rechtskräftiges Urteil zu fällen und vollstrecken zu lassen. Die Bemühungen des Symmachus, die Behörden zu einer Bestrafung der Vestalin zu bewegen, verliefen offenbar im Sande.

### Die Hinrichtung der unkeuschen Vestalin
Eine verurteilte Vestalin wurde gefesselt und geknebelt in einer verschlossenen Sänfte unter großer Beteiligung der Bevölkerung zur Porta Collina getragen, wo innerhalb der Stadt ein unterirdisches Verlies hergerichtet worden war. Dort befand sich „eine Liege mit einer Decke, eine brennende Lampe sowie kleine Mengen der notwendigen Lebensmittel: Brot, Wasser in einem Gefäß, Milch und Öl, als wollte man es vermeiden, den Körper einer für den höchsten Dienst geweihten Person durch Hunger zu töten“. Nachdem man der Vestalin die Fesseln gelöst hatte, ließ man sie in das Verlies hinabsteigen, verschloss den Eingang und deckte Erde darüber, um die Stelle unkenntlich zu machen.

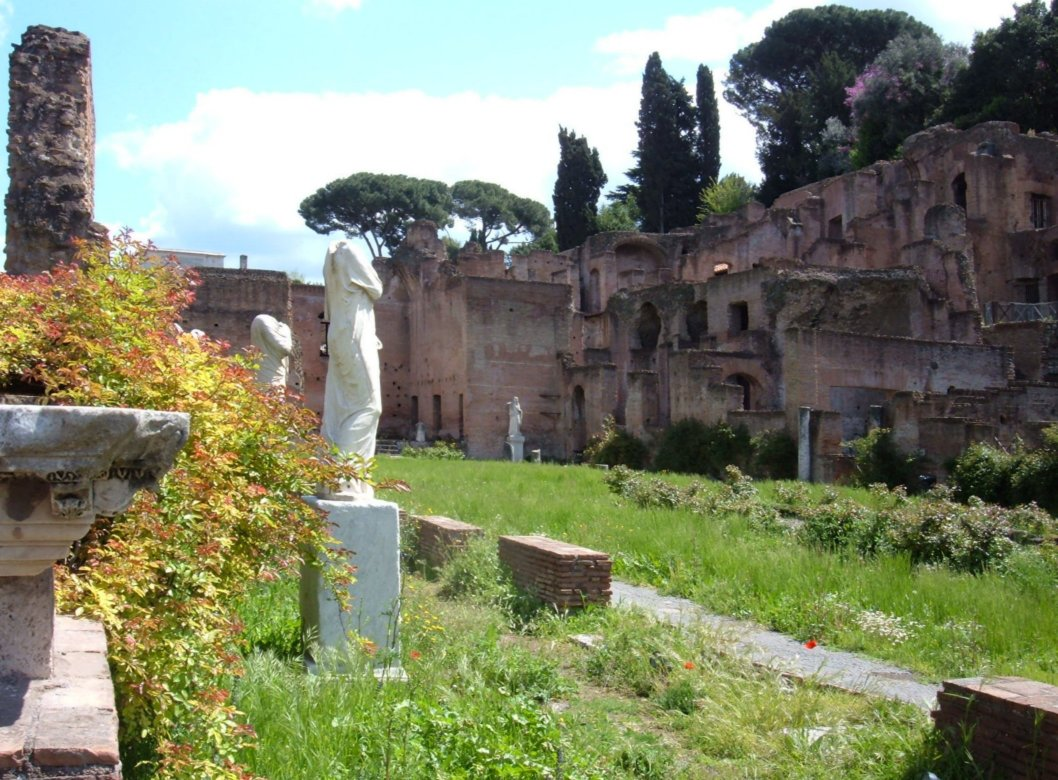
Atrium des Hauses der Vestalinnen

Gewisse Elemente dieses Verfahrens zeigen, dass die Hinrichtung einer unkeuschen Vestalin nicht als normale Bestrafung für ein kriminelles Vergehen angesehen wurde. So handelte es sich nicht um eine Strafe im Sinne des römischen Strafrechts, da das Urteil nicht von einem Gericht, sondern von einem Priesterkollegium gefällt wurde. Auch besaß die Vestalin in einem solchen Fall nicht das jedem römischen Bürger zustehende Provokationsrecht.
Auffällig ist auch, dass die Verurteilte durch die Bereitstellung von Bett, Lampe und Nahrungsmitteln gleichsam eine symbolische Lebensgrundlage in ihrem Verlies erhielt. Bereits Plutarch vermutet darin eine rituelle Fiktion, die vorgeben sollte, dass die Priesterin nicht wirklich getötet wurde. Dies könnte darauf hindeuten, dass man eher daran interessiert war, sie aus der Öffentlichkeit der römischen Welt zu verbannen als sie zu töten. In gewisser Weise erinnert die Hinrichtung der Vestalin somit an den Umgang mit Prodigien, da etwa Missgeburten oder unheilvolle Tiere verbrannt oder in überseeische Gebiete verbracht und damit ebenfalls dauerhaft aus Rom entfernt wurden. Inwiefern zwischen dem Umgang mit Prodigien und dem Keuschheitsbruch einer Vestalin Zusammenhänge bestanden, ist in der Forschung jedoch umstritten.
Ungeklärt ist bisher auch die Aussage Plutarchs, dass gewisse nicht näher beschriebene Priester am Ort der Hinrichtung einer Vestalin Totenopfer abhielten. Möglicherweise handelt es sich hier um einen postumen Diensterweis von Freunden oder Verwandten, oder Plutarch hat die zu seinen Lebzeiten in Rom nachweisbare Sitte, spontan Blumen am Sterbeort eines Menschen zu hinterlegen, als rituelle Handlung missverstanden. Von einem offiziellen Totenkult für hingerichtete Vestalinnen ist zumindest bisher nichts bekannt.
In der älteren Forschung wurde gelegentlich angenommen, dass unkeusche Vestalinnen auch durch den Sturz vom Tarpejischen Felsen getötet wurden, doch handelt es sich dabei um ein Missverständnis, da in den entsprechenden Belegen bei Quintilian und Seneca dem Älteren nicht von tatsächlichen Verhältnissen berichtet wird. Stattdessen handelt es sich um fiktive Situationen, die im Rhetorikunterricht als Ausgangssituationen für Übungsreden dienten. Zudem wird lediglich von unkeuschen „Frauen“ bzw. „Priesterinnen“ gesprochen, ohne dass ein Bezug auf die Vestalinnen erkennbar wäre.

### Zeitgenössische Bewertungen der Hinrichtungen
In römischen Quellen wird die Härte der Strafe für die unkeusche Vestalin nicht grundsätzlich problematisiert, während ansonsten besonders harte Strafen meist kritisch bewertet werden. So bezeichnet Livius die Hinrichtung des von zwei Viergespannen in Stücke gerissenen Mettius Fufetius als „grausames Spektakel“, das in der Geschichte des römischen Volkes einmalig sei, da die Römer sich ansonsten rühmen könnten, mildere Strafen als alle anderen Völker zu verhängen. Weniger schwere Vergehen, zum Beispiel das Verlöschenlassen des Feuers im Tempel der Vesta, werden in den Quellen oft entschuldigt, etwa bei Livius, der darin nur eine menschliche Nachlässigkeit sieht und damit die Schwere des Vergehens sowie die Bedeutung des Ereignisses herunterspielt.
Es fällt auf, dass es in der gesamten Kaiserzeit nur zweimal zu Hinrichtungen von Vestalinnen gekommen ist, nämlich unter Domitian und unter Caracalla. Die meisten Liebhaber der Vestalinnen kamen unter Domitian mit Verbannung davon; von den vier verurteilten Vestalinnen durften drei ihre Todesart selbst wählen, nur die Obervestalin wurde auf traditionelle Art hingerichtet. Bei dem Prozess unter Caracalla ist von einer Verurteilung von beschuldigten Männern nichts überliefert (eine der Vestalinnen, Clodia Laeta, soll der Kaiser selbst vergewaltigt haben). Die relative Milde Domitians zeigt, dass die traditionelle Strafe damals bereits als hart empfunden wurde. Das Vorgehen Caracallas wurde von dem durchaus konservativ gesinnten zeitgenössischen Geschichtsschreiber Cassius Dio als tyrannische Willkür verurteilt. Dabei konnte Cassius Dio vermuten, dass seine Leser das auch so sähen.

## Vestalinnen als Motiv späterer Kunstwerke
Insbesondere im 19. Jahrhundert faszinierte das Schicksal der Vestalinnen Historienmaler und Schriftsteller. Die Oper La vestale von Gaspare Spontini nach einem Libretto von Victor-Joseph Étienne de Jouy wurde 1807 in Paris uraufgeführt und wird heute noch bisweilen gespielt.
Auch die Handlung von Christoph Willibald Glucks einaktiger Oper L’innocenza giustificata (Wien 1755) dreht sich um eine Vestalin. Der Textdichter Giacano Durazzo setzte dafür Szenen aus mehreren Libretti von Pietro Metastasio neu zusammen.